# Hồ Abraham
Hồ Abraham là một hồ nhân tạo trên sông Bắc Saskatchewan ở miền tây của tỉnh Alberta, Canada. Nó có diện tích bề mặt là 53,7 km 2 (20,7 sq mi) và dài khoảng 32 km (20 dặm).

## Lịch sử
Nó được xây dựng trên khu vực thượng nguồn sông Bắc Saskatchewan, ở chân của dãy núi Rocky của Canada. Nó là khu vực giữa quốc lộ David Thompson đoạn từ Saskatchewan River Crossing và Nordegg.
Hồ Abraham đã được tạo ra vào năm 1972, với việc xây dựng Đập thủy điện Bighorn. Chính phủ của Alberta đã tổ chức một cuộc thi đặt tên cho hồ vào tháng 2 năm 1972, trong giai đoạn cuối cùng của việc xây dựng đập Bighorn. Sinh viên trong tỉnh được yêu cầu gửi tên có tính đến "ý nghĩa lịch sử, nhân vật nổi tiếng, địa lý, địa hình, và giá trị của hồ."  Nó được đặt tên theo Silas Abraham, một cư dân của thung lũng sông Saskatchewan trong thế kỷ XIX.
Mặc dù con người tạo ra hồ, nhưng nước trong hồ có màu xanh khác thường được tạo ra bởi bột băng trong dãy núi Rocky.

Hồ Abraham